# World Athletics Continental Tour 2022

Logo von World Athletics

Die World Athletics Continental Tour 2022 war eine Reihe von Leichtathletikveranstaltungen, die vom Leichtathletikweltverband World Athletics in drei Katerogorien (Gold, Silber und Bronze) sowie einer neuen Challenger-Kategorie eingeteilt wurden.

## Veranstaltungskalender
| Datum         | Veranstaltung                                                                | Stadion                                  | Label      |
| ------------- | ---------------------------------------------------------------------------- | ---------------------------------------- | ---------- |
| 22.01.        | Potts Classic Hastings                                                       | Hawkes Bay Sports Park                   | Challenger |
| 26.01.        | Zatopek Classic Melbourne                                                    | Lakeside Stadium                         | Challenger |
| 30.01.        | Cooks Classic Wanganui                                                       | Cooks Gardens                            | Challenger |
| 04.02.        | Capital Classic Wellington                                                   | Newtown Park Stadium                     | Challenger |
| 05.02.        | Sola Power Throws Meet Lower Hutt                                            | SolaPower Throwing Academy               | Challenger |
| 12.02.        | Adelaide Track Classic Adelaide                                              | SA Athletics Stadium                     | Challenger |
| 20.02.        | Sir Graeme Douglas International Auckland                                    | Douglas Track & Field                    | Bronze     |
| 26.02.        | Christchurch International Track Meet Christchurch                           | Nga Puna Wai Sports Hub                  | Bronze     |
| 12.03.        | Sydney Track Classic Sydney                                                  | Sydney Olympic Park Aquatic Centre       | Bronze     |
| 16.03.        | ASA Athletics Grand Prix 1 Bloemfontein                                      | Mangaung Athletics Stadium               | Challenger |
| 17.–19.03.    | 16. Annual Spring Break Classic Carolina                                     |                                          | Challenger |
| 19.03.        | Melbourne Track Classic Melbourne                                            | Lakeside Stadium                         | Bronze     |
| 23.03.        | Night of 5s Auckland                                                         | AUT Millennium                           | Challenger |
| 23.03.        | ASA Athletics Grand Prix 2 Kapstadt                                          | Green Point Stadium                      | Challenger |
| 27.03.        | Grand Prix International CAA de Douala Douala                                | Stade Omnisport de Douala                | Silber     |
| 02.04.        | MVP Velocity Fest 10 Kingston                                                | Independence Park                        | Challenger |
| 06.04.        | ASA Athletics Grand Prix 3 Potchefstroom                                     | McArthur Stadium                         | Challenger |
| 09.04.        | USATF Bermuda Games Devonshire                                               | Bermuda National Stadium                 | Gold       |
| 09.04.        | Brisbane Track Classic Brisbane                                              | Queensland Sport and Athletics Centre    | Silber     |
| 13.04.        | ASA Athletics Grand Prix 4 Johannesburg                                      | Germiston Stadium                        | Challenger |
| 16.04.        | USATF Golden Games Walnut                                                    | Hilmer Lodge Stadium                     | Gold       |
| 23.04.        | MVP Velocity Fest 11 Kingston                                                | Independence Park                        | Challenger |
| 23.04.        | Tru Fit Athletic Sprint Series #2 Miami                                      | Tropical Park Track                      | Challenger |
| 23.–24.04.    | 70th Hyōgo Relay Carnival Kōbe                                               | Kobe Universiade Memorial Stadium        | Challenger |
| 27.–30.04.    | Drake Relays Des Moines                                                      | Drake Stadium                            | Silber     |
| 28.–30.04.    | Penn Relays Philadelphia                                                     | Franklin Field                           | Bronze     |
| 29.04.        | Mikio Oda Memorial Athletics Meet Hiroshima                                  | Mazda Zoom-Zoom Stadium                  | Bronze     |
| 30.04.        | Gaborone International Meet Gaborone                                         | Botswana National Stadium                | Bronze     |
| 30.04.–01.05. | Michitaka Kinami Memorial Athletics Meet Osaka                               | Nagai Stadium                            | Bronze     |
| 01.05.        | Grande Prêmio Brasil Caixa São Paulo                                         | COTP Stadium                             | Bronze     |
| 03.05.        | Shizuoka International Athletics Meet Fukuroi                                | Shizuoka-Ecopa-Stadion                   | Bronze     |
| 06.05.        | San Juan Capistrano Track Meet San Juan Capistrano                           | JSerra Catholic HS                       | Bronze     |
| 07.05.        | Kip Keino Classic Nairobi                                                    | Moi International Sports Complex         | Gold       |
| 07.05.        | The Orange County Classic San Juan Capistrano                                | JSerra Catholic HS                       | Bronze     |
| 08.05.        | Seiko Golden Grand Prix Tokio                                                | Nationalstadion                          | Gold       |
| 10.05.        | Limassol International Limassol                                              | Tsirio-Stadion                           | Challenger |
| 12.05.        | Puerto Rico International Athletics Classic Ponce                            | Estadio Francisco Montaner               | Silber     |
| 14.05.        | Felix Sánchez Classic Santo Domingo                                          | Estadio Luguelín Santos                  | Bronze     |
| 14.05.        | 8. Meeting International du Lorrain Le Lorrain                               | Stade Municipal                          | Challenger |
| 14.05.        | Belfast Irish Milers Meet Belfast                                            | Mary Peters Track                        | Challenger |
| 15.05.        | 36. Meeting International Athletisme Montgeron-Essonne Montgeron             |                                          | Challenger |
| 18.05.        | 11. Meeting International Citta' Di Savona Savona                            | Centro Sportivo Fontanassa               | Challenger |
| 19.05.        | USATF Distance Classic Walnut                                                | Hilmer Lodge Stadium                     | Silber     |
| 20.05.        | Track Night NYC New York City                                                | Icahn Stadium                            | Bronze     |
| 21.05.        | USATF Throws Fest Tucson                                                     | Roy P. Drachman Stadium                  | Silber     |
| 21.05.        | Duval County Challenge Jacksonville                                          | Jax Track at Hodges Stadium              | Bronze     |
| 21.05.        | 6. Lange Laufnacht Karlsruhe                                                 |                                          | Challenger |
| 21.05.        | Johnny Loaring Classic Windsor                                               | Alumni Field                             | Challenger |
| 21.05.        | Papaflessia Athletics Meeting Kalamata                                       | Ethnikou Stadiou                         | Challenger |
| 22.05.        | 12. Castiglione International Meeting Grosseto                               | Stadio Carlo Zecchini                    | Challenger |
| 22.05.        | Mityngu Gwiazd na Rynku Kościuszki Białystok                                 |                                          | Challenger |
| 25.05.        | Internationales Leichtathletik-Meeting „Anhalt 2022“ Dessau-Roßlau           | Paul-Greifzu-Stadion                     | Bronze     |
| 25.05.        | Filahtlitikos Kallithea Kallithea                                            |                                          | Bronze     |
| 25.05.        | Meeting Iberoamericano Huelva                                                | Estadio Iberoamericano                   | Bronze     |
| 25.05.        | Motonet GP Lahti                                                             |                                          | Challenger |
| 26.05.        | Liese Prokop Memorial St. Pölten                                             | Sportzentrum Niederösterreich            | Challenger |
| 27.05.        | Poznań Athletics Grand Prix Posen                                            | Golęcin Stadion                          | Bronze     |
| 28.05.        | 15. Triveneto Meeting Internazionale Triest                                  | Stadio Giuseppe Grezar                   | Challenger |
| 28.05.        | IFAM Oordegem Lede                                                           | Putbosstadion                            | Challenger |
| 28.05.        | JML Levitate Invite Miami                                                    | Tropical Park Track                      | Challenger |
| 29.05.        | Venizelia Chania                                                             | Elena Venizelou National Stadium         | Bronze     |
| 29.05.        | 35. Internationales Ludwig-Jall-Sportfest München                            | Städtisches Stadion an der Dantestraße   | Challenger |
| 29.05.        | Meeting international de Forbach Forbach (Moselle)                           | Stade Omnisports Schlossberg             | Challenger |
| 31.05.        | Ostrava Golden Spike Ostrava                                                 | Městský stadion – Vítkovice Aréna        | Gold       |
| 01.06.        | Filothei Women Gala Athen                                                    | Filothei Stadium                         | Bronze     |
| 01.06.        | Tampere Games Tampere                                                        |                                          | Challenger |
| 02.06.        | Meeting International de Montreuil Frankreich                                | Stade des Grands Pêchers                 | Silber     |
| 02.06.        | Austrian Open Eisenstadt                                                     | Leichtathletikarena Eisenstadt           | Bronze     |
| 02.06.        | Dromia International Sprint and Relays Meeting Vari                          | Konstantinos Baglatzis Municipal Stadium | Bronze     |
| 02.06.        | Jessheim 1500 Meter Jessheim                                                 | Leichtathletikstadion Jessheim           | Bronze     |
| 03.06.        | Memoriał Ireny Szewińskiej Bydgoszcz                                         | Zdzislaw Krzyszkowiak Stadium            | Gold       |
| 03.06.        | BoXX United Manchester World Athletics Continental Tour Birmingham           | Manchester Regional Arena                | Silber     |
| 03.–05.06.    | Music City Track Carnival Nashville                                          | Montgomery Bell Academy                  | Silber     |
| 04.06.        | Meeting Jaen Paraiso Interior Andújar                                        | Polideportivo Municipal                  | Bronze     |
| 05.06.        | Memoriał Janusza Kusocińskiego Chorzów                                       | Stadion Śląski                           | Gold       |
| 05.06.        | Internationales Pfingstsportfest Rehlingen Rehlingen-Siersburg               | Bungertstadion                           | Bronze     |
| 05.06.        | La Classique d’Athlétisme de Montréal Montreal                               | Complexe sportif Claude-Robillard        | Challenger |
| 06.06.        | FBK Games Hengelo                                                            | Fanny-Blankers-Koen-Stadion              | Gold       |
| 06.06.        | Memoriál Josefa Odložila Prag                                                | Stadion Juliska                          | Bronze     |
| 08.06.        | Trond Mohn Games Bergen                                                      | Fana Stadion                             | Bronze     |
| 08.06.        | Espoo Motonet GP Espoo                                                       | Leppävaaran Stadion                      | Challenger |
| 08.06.        | JAAA/SDF Jubilee Series 2.3 Kingston                                         | Jamaica College Ashenheim Stadium        | Challenger |
| 08.06.        | Royal City Inferno Track & Field Festival Guelph                             | Alumni Stadium                           | Challenger |
| 08.-09.06.    | P-T-S Meeting Šamorín                                                        | X-Bionic Sphere                          | Silber     |
| 10.–11.06.    | Portland Track Festival Portland                                             | Griswold Stadium                         | Bronze     |
| 11.06.        | AtletiCAGenève Genf                                                          | Centre sportif du Bout-du-Monde          | Bronze     |
| 11.06.        | British Milers Club International Grand Prix Watford                         | Woodside Stadium                         | Challenger |
| 11.06.        | JAAA All-Comers Meet Kingston                                                | Independence Park                        | Challenger |
| 11.06.        | 31. Meeting Citta' Di Conegliano Conegliano                                  | Stadio Narciso Soldan                    | Challenger |
| 12.06.        | New York Grand Prix New York City                                            | Icahn Stadium                            | Gold       |
| 12.06.        | Sollentuna GP Sollentuna                                                     | Sollentunavallen                         | Bronze     |
| 12.06.        | Fly Olympia Archea Olymbia                                                   |                                          | Challenger |
| 13.–14.06.    | Vancouver Sun Harry Jerome International Track Classic Burnaby               | Swangard Stadium                         | Bronze     |
| 14.06.        | Paavo Nurmi Games Turku                                                      | Paavo-Nurmi-Stadion                      | Gold       |
| 14.06.        | CITIUS Meeting Bern                                                          | Stadion Wankdorf                         | Bronze     |
| 14.06.        | Kladno hází a Kladenské memoriály Kladno                                     | Městský stadion Sletiště                 | Bronze     |
| 14.06.        | 33. Arcobaleno Atletica Europa Celle Ligure                                  | Centro Sportivo G. Olmo-P. Ferro         | Challenger |
| 15.06.        | Meeting International de Marseille Marseille                                 | Stade Delort                             | Challenger |
| 16.06.        | Copenhagen Athletics Games Kopenhagen                                        | Østerbro Stadion                         | Bronze     |
| 16.06.        | 9. GP Diputación de Castellón – VI Memorial JA Cansino Castellón de la Plana |                                          | Challenger |
| 16.06.        | Victoria International Track Classic Victoria                                | Centennial Stadium                       | Challenger |
| 18.06.        | Kuortane Games Kuortane                                                      | Kuortaneen keskusurheilukenttä           | Silber     |
| 18.06.        | Meeting Madrid Madrid                                                        | Estadio Vallehermoso                     | Silber     |
| 18.06.        | 6. Ordizia Sari Nagusia – Jose Antonio Pena Meeting Ordizia                  | Altamira estadioa                        | Challenger |
| 18.–19.06.    | Memorial Barrientos Havanna                                                  | Estadio Panamericano de Cuba             | Challenger |
| 25.06.        | Meeting de Dakar Dakar                                                       |                                          | Bronze     |
| 25.–26.06.    | Qosanov Memorial Almaty                                                      | Zentralstadion Almaty                    | Bronze     |
| 25.–26.06.    | Bottnarydskastet Bottnaryd                                                   | Bottnaryds IP                            | Challenger |
| 28.–29.06.    | Täby Stavhoppsgala Täby                                                      | Täby torg                                | Challenger |
| 29.06.        | Meeting International d’Athlétisme de la Province de Liège Lüttich           | Stade Naimette-Xhovémont                 | Bronze     |
| 30.06.        | Boysen Memorial Oslo                                                         | Bislett-Stadion                          | Bronze     |
| 02.07.        | Meeting Stanislas Nancy Tomblaine                                            | Stade Raymond Petit                      | Bronze     |
| 02.07.        | Nacht van de Atletiek Heusden-Zolder                                         | Stadium De Veen                          | Bronze     |
| 02.07.        | Stars and Stripes Classic Marietta                                           |                                          | Bronze     |
| 02.07.        | Morton Games Dublin                                                          | Morton Stadium                           | Challenger |
| 02.–03.07.    | BAUHAUS Junioren Gala Mannheim                                               | Michael-Hoffmann-Stadion                 | Challenger |
| 03.07.        | Pre World Championships Invitational Edmonton                                | Foote Field                              | Silber     |
| 03.07.        | Karlstad GP Karlstad                                                         | Tingvalla IP                             | Bronze     |
| 03.07.        | Résisprint International La Chaux-de-Fonds                                   | Stade de la Charrière                    | Challenger |
| 04.07.        | Meeting International de Sotteville Sotteville-lès-Rouen                     | Stade Sottevillais 76                    | Bronze     |
| 05.07.        | Cork City Sports Cork                                                        | Munster Technological University Track   | Bronze     |
| 05.07.        | Miting Internacional d’Atletisme Ciutat de Barcelona Barcelona               | Estadi Joan Serrahima                    | Challenger |
| 08.07.        | Stumptown Twilight Meet Portland                                             | Griswold Stadium                         | Bronze     |
| 09.07.        | Sunset Tour – Occidental College Los Angeles                                 | Jack Kemp Stadium                        | Bronze     |
| 09.07.        | Guldensporenmeeting Kortrijk                                                 | Sportcentrum Wembley                     | Challenger |
| 23.–24.07.    | AAI Games Tullamore                                                          | Tullamore Harriers AC Stadium            | Challenger |
| 26.07.        | Folksam GP Söderhamn Söderhamn                                               | Hällåsens IP                             | Challenger |
| 26.07.        | Motonet GP Jyväskylä                                                         | Harjun stadion                           | Challenger |
| 29.–30.07.    | Ed Murphey Classic Memphis                                                   | Billy J. Murphy Track and Field Complex  | Silber     |
| 30.07.        | Gothenburg Athletics GP Göteborg                                             | Slottsskogsvallen                        | Bronze     |
| 30.07.        | 33. Meeting Internazionale Sport e Solidarieta Lignano Sabbiadoro            | Stadio G. Teghil                         | Challenger |
| 02.08.        | 15. Meeting Internazionale Città di Nembro Nembro                            | Centro Sportivo Saletti                  | Challenger |
| 05.–07.08.    | Norgeslekene Jessheim                                                        |                                          | Challenger |
| 08.08.        | Gyulai István Memorial Székesfehérvár                                        | Bregyó Athletic Center                   | Gold       |
| 19.–20.08.    | Internationales Stabhochsprung-Meeting Busan Busan                           |                                          | Challenger |
| 24.08.        | Memoriał Wiesława Maniaka Stettin                                            | Miejski Stadion                          | Challenger |
| 24.08.        | Lappeenranta Games Lappeenranta                                              | Kimpisen yleisurheilukenttä              | Challenger |
| 28.08.        | #True Athletes Classics Leverkusen                                           | Stadion Manfort                          | Bronze     |
| 30.08.        | 58. Palio Città della Quercia Rovereto                                       | Stadio Quercia                           | Silber     |
| 30.08.        | Spitzen Leichtathletik Luzern                                                | Stadion Allmend                          | Silber     |
| 02.09.        | Hungarian GP Series – Budapest Budapest                                      | Lantos Mihály Sportközpont               | Bronze     |
| 03.–04.09.    | Finnkampen Helsinki                                                          | Olympiastadion Helsinki                  | Challenger |
| 04.09.        | ISTAF Berlin Berlin                                                          | Olympiastadion Berlin                    | Silber     |
| 04.09.        | 35. Meeting Città di Padova Padua                                            | Stadio Colbachini                        | Bronze     |
| 06.09.        | Hungarian GP Series – Pápa Pápa                                              | Sportcentrum                             | Bronze     |
| 09.–11.09.    | Hanžeković Memorial Zagreb                                                   | Sportski Park Mladost                    | Gold       |
| 12.09.        | Galà dei Castelli Bellinzona                                                 | Stadio Comunale                          | Silber     |
| 01.–02.10.    | Denka Athletics Challenge Cup Niigata                                        | Denka Big Swan Stadium                   | Bronze     |
| 10.12.        | Edion Distance Challenge Kyōto                                               | Takebishi Stadium Kyoto                  | Challenger |
| 17.12.        | Night of 5’s Auckland                                                        | AUT Millennium                           | Challenger |